# Diplostomum gasterostei
Diplostomum gasterostei är en plattmaskart. Diplostomum gasterostei ingår i släktet Diplostomum och familjen Diplostomatidae. Inga underarter finns listade i Catalogue of Life.